# Награди „Оскар“ (51-ва церемония)
Петдесет и първата церемония по връчване на филмовите награди „Оскар“ се провежда на 9 април 1979 година. На нея се връчват призове за най-добри постижения във филмовото изкуство за предходната 1978 година. За пореден път, събитието се провежда в „Дороти Чандлър Павилион“, Лос Анджелис, Калифорния. Водещ на представлението е телевизионният шоумен Джони Карсън, негово първо от няколко поредни водения на церемонията.
И двата главни претендента, „Ловецът на елени“ на режисьора Майкъл Чимино и „Завръщане у дома“ на Хал Ашби, са филими свързани със събитя и последици от Виетнамската война.
Сред останалите основни заглавия са комедийното фентъзи „Раят може да почака“ на Уорън Бийти и Бък Хенри, затворническата драма „Среднощен експрес“ на Алън Паркър и драматичният „Интериори“ на Уди Алън.
На тази церемонията е последното публично появяване на суперзвездата Джон Уейн, връчващ наградата за най-добър филм, който умира два месеца по-късно.

## Филми с множество номинации и награди
| Долуизброените филми получават повече от 2 номинации в различните категории за настоящата церемония: - 9 номинации: Ловецът на елени, Раят може да почака - 8 номинации: Завръщане у дома - 6 номинации: Среднощен експрес - 5 номинации: Интериори - 4 номинации: Райски дни, Догодина по същото време, Магьосникът - 3 номинации: Момчетата от Бразилия, Историята на Бъди Холи, Калифорнийски апартамент, Супермен, Неомъжена жена | Долуизброените филми получават повече от 1 награда „Оскар“ на настоящата церемония: - 5 статуетки: Ловецът на елени - 4 статуетки: Завръщане у дома - 2 статуетки: Среднощен експрес |

## Номинации и награди
Долната таблица показва номинациите за наградите в основните категории. Победителите са изписани на първо място с удебелен шрифт.
| Най-добър филм | Най-добър режисьор |
| --- | --- |
| - Ловецът на елени - Завръщане у дома - Раят може да почака - Среднощен експрес - Неомъжена жена | - Майкъл Чимино – Ловецът на елени - Хал Ашби – Завръщане у дома - Уорън Бийти и Бък Хенри – Раят може да почака - Уди Алън – Интериори - Алън Паркър – Среднощен експрес                            |
| Най-добра мъжка роля | Най-добра женска роля |
| - Джон Войт – Завръщане у дома - Уорън Бийти – Раят може да почака - Гари Бъси – Историята на Бъди Холи - Робърт Де Ниро – Ловецът на елени - Лорънс Оливие – Момчетата от Бразилия                                                 | - Джейн Фонда – Завръщане у дома - Ингрид Бергман – Есенна соната - Елън Бърстин – Догодина по същото време - Джил Клейбър – Неомъжена жена - Джералдин Пейдж – Интериори                            |
| Най-добра поддържаща мъжка роля | Най-добра поддържаща женска роля |
| - Кристофър Уокън – Ловецът на елени - Брус Дърн – Завръщане у дома - Ричард Фарнсуорт – Comes a Horseman - Джон Хърт – Среднощен експрес - Джак Уордън – Раят може да почака                                                       | - Маги Смит – Калифорнийски апартамент - Даян Кенън – Раят може да почака - Пенелопе Милфорд – Завръщане у дома - Маурийн Стейпълтън – Интериори - Мерил Стрийп – Ловецът на елени                   |
| Най-добър оригинален сценарий | Най-добър адаптиран сценарий |
| - Завръщане у дома – Нанси Дод, Валдо Салт и Робърт Джоунс - Есенна соната – Ингмар Бергман - Ловецът на елени – Майкъл Чимино, Дерик Уошбърн, Луис Гарфънкъл и Куин Ридекър - Интериори – Уди Алън - Неомъжена жена – Пол Мазурски | - Среднощен експрес – Оливър Стоун - Кръвни братя – Уолтър Нюман - Калифорнийски апартамент – Нийл Саймън - Раят може да почака – Илейн Мей и Уорън Бийти - Догодина по същото време – Бърнард Слейд |
| Най-добра кинематография (операторско майсторство) | Най-добър чуждоезичен филм |
| - Райски дни – Нестор Алмендрос - Ловецът на елени – Вилмош Жигмонд - Раят може да почака – Уилям Фрейкър - Догодина по същото време – Робърт Съртийз - Магьосникът – Осуалд Морис                                                  | - Извадете си носните кърпи (Франция) - Стъклената клетка (Западна Германия) - Унгарци (Унгария) - Новите Колоси (Италия) - Белият Бим черното ухо (СССР)                                            |